# José María Castivia
José María Castivia Franco (San Sebastián, 6 de mayo de 1926 — ib., 8 de mayo de 2013) fue un jugador de fútbol profesional español que jugaba en la demarcación de delantero.

## Biografía
José María Castivia debutó en 1944 a los 18 años de edad con el Real Madrid C. F., donde jugó durante dos temporadas, antes de ser traspasado a la Real Sociedad de Fútbol, equipo en el que jugó la mayor parte de su carrera deportiva, jugando un total de 99 partidos y marcando 34 goles en las cinco temporadas en las que jugó con el equipo. Debutó con el club el 22 de septiembre de 1946 en el estadio de Atocha con un resultado de 6-2 a favor del club donostiarra. En la temporada del debut el equipo bajó a Segunda División, ascendiendo en la temporada siguiente. En 1952 fichó por el Real Oviedo, donde terminó su carrera deportiva en 1954, descendiendo el equipo a Segunda División.
En 2002 aceptó el cargo de presidente de la Asociación de Veteranos de la Real Sociedad, cargo que ejerció hasta la fecha de su fallecimiento.
Falleció el 8 de mayo de 2013 a los 87 años de edad en su ciudad natal.

## Clubes
| Club                    | País   | Año       | Partidos | Goles |
| ----------------------- | ------ | --------- | -------- | ----- |
| Real Madrid C. F.       | España | 1944-1946 | 6        | 0     |
| Real Sociedad de Fútbol | España | 1946-1952 | 80       | 28    |
| Real Oviedo             | España | 1952-1954 | 6        | 0     |